# Krasulea, Baranivka
Krasulea (în ucraineană Красуля) este un sat în comuna Dubrivka din raionul Baranivka, regiunea Jîtomîr, Ucraina.

## Demografie
Componența lingvistică a localității Krasulea
     Ucraineană (97,37%)
     Rusă (2,63%)
Conform recensământului din 2001, majoritatea populației localității Krasulea era vorbitoare de ucraineană (97,37%), existând în minoritate și vorbitori de rusă (2,63%).